# Hans Korte
Hans Ernst Korte (* 8. April 1929 in Bochum; † 25. September 2016 in München) war ein deutscher Theater- und Filmschauspieler sowie Hörspiel-, Hörbuch-, Synchronsprecher und Regisseur.

## Leben
Hans Korte wurde als Sohn von August Korte und seiner Frau Anna in Bochum geboren. Er spielte seine ersten Kinderrollen am Schauspielhaus Bochum. Schon 1945 war er Regieassistent bei Saladin Schmitt. Nach dem Abitur studierte er von 1947 bis 1949 Musik in Köln und Detmold und spielte verschiedene Instrumente. 
1950 wurde er ohne Schauspielausbildung an das Theater Augsburg engagiert. Dort betätigte er sich auch bereits als Regisseur. Von 1953 bis 1959 spielte er am Staatstheater Kassel, wo er seine ersten Opern inszenierte. Von 1959 bis 1965 war Korte an den Städtischen Bühnen Frankfurt engagiert, von 1965 bis 1972 gehörte er zum Ensemble der Münchner Kammerspiele, 1973 bis 1980 war er Mitglied des Bayerischen Staatsschauspiels, wo er unter anderem als Hicketier in Carl Sternheims Bürger Schippel und als Theobald Maske in Die Hose auftrat. Er spielte den Mephisto im Faust und den Dorfrichter Adam in Der zerbrochne Krug, Galy Gay in Bertolt Brechts Mann ist Mann, den Shlink in Im Dickicht der Städte und den Peachum in der Dreigroschenoper. In Friedrich Dürrenmatts Totentanz-Paraphrase Play Strindberg war er als Edgar zu sehen und trat in dessen König-Johann-Bearbeitung auf.
Neben seinem Schauspielerberuf war er auch als Dirigent und Opernregisseur tätig. Allgemein bekannt wurde er durch Rollen in Fernsehfilmen und -serien, gelegentlich auch Kinofilmen, wo er regelmäßig den Typus des feisten, blasierten und zuweilen kriminellen Spießbürgers verkörperte, unter anderem als pensionierter Gewerkschaftsfunktionär „Max Reuther“ an der Seite von Will Quadflieg und Mario Adorf in Dieter Wedels Der große Bellheim (1992) und als Unterweltpate im Wedel-Epos Der König von St. Pauli (1997). Für die letztgenannte Produktion sprang er ein, da Günter Strack erkrankt war und Mario Adorf nicht zur Verfügung stand. Eine weitere TV-Rolle übernahm er als Augsburger Brauerei-Unternehmer „August Meyerbeer“ in der erfolgreichen ZDF-Serie Samt und Seide (1999–2004). Des Weiteren wirkte er in Serien wie Katrin ist die Beste (Sat.1 1997), Mit Leib und Seele (ZDF 1989/1992) und Lorentz und Söhne mit.
In den letzten Jahren machte Hans Korte sich auch als Sprecher von Hörbüchern einen Namen. Im August 2006 erschien ein von ihm gelesenes Hörbuch zu Patrick Süskinds Das Parfum. Daneben arbeitete Korte auch als Synchronsprecher und lieh seine Stimme u. a. Claude Rains (Mr. Smith geht nach Washington) und Keith Michell als James Cook in dem Fernsehmehrteiler Wind und Sterne.
Hans Korte wohnte in München und war bis zuletzt mit der Schauspielerin Barbara Rath verheiratet. In erster Ehe war er mit der Schauspielerin Karin Eickelbaum verheiratet. Der Puppenspieler Thomas Korte ist sein Sohn.
Hans Korte starb im Alter von 87 Jahren und wurde auf dem Friedhof Riem im Münchner Osten beigesetzt.

## Filmografie (Auswahl)
- 1963: Die Spieler (nach Die Spieler)
- 1963: Turandot
- 1964: König Richard III.
- 1965: Die Sakramentskarosse
- 1965: Intermezzo
- 1965: Schuldig
- 1966: Stilübungen
- 1966: Der Mann, der sich Abel nannte
- 1966: Die rote Rosa
- 1966: Das Schwitzbad
- 1966: Der Oberkellner
- 1966: Die Unverbesserlichen (Fernsehserie, Folge 1x02)
- 1966: Abschied von gestern
- 1967:  Frank V. – Oper einer Privatbank (nach Frank der Fünfte)
- 1967: Das Attentat – L. D. Trotzki
- 1967: Mike Blaubart
- 1967: Der Röhm-Putsch
- 1967: Die fünfte Kolonne (Fernsehserie, Folge 5x02)
- 1968: Die aufrichtige Lügnerin
- 1968: Im Dickicht der Städte (nach Im Dickicht der Städte)
- 1969: Fragestunde
- 1969: Pater Brown (Fernsehserie, Folge  5 x 03)
- 1969: Elfer Gespräche
- 1969: Hotel de Commerce
- 1969: Palace Hotel
- 1969: Spaßmacher
- 1970: Besuch gegen 10
- 1970: Die Weibchen
- 1970: Nachbarn sind zum Ärgern da
- 1970, 1973: Dem Täter auf der Spur (Fernsehserie, Folgen 1x07, 1x17)
- 1971: Augenzeugen müssen blind sein
- 1971: König Johann
- 1971: Der Kapitän
- 1971: Der Kommissar (Fernsehserie, Folge 3x13)
- 1972: Einmal im Leben – Geschichte eines Eigenheims
- 1972: Betragen ungenügend!
- 1972: Wir 13 sind 17 (Fernsehserie, 1 Folge)
- 1972: Mensch ärgere dich nicht
- 1972: Der Andersonville-Prozess
- 1972: Gestern gelesen (Folge 4x01)
- 1973: Blitzlicht
- 1973: Sonderdezernat K1 (Folge 1x06)
- 1975: Die Insel der Krebse
- 1976: Jeder stirbt für sich allein
- 1976: Omaruru
- 1976: Unter einem Dach: Zeuge der Anklage
- 1976–1993: Derrick (Fernsehserie, 7 Folgen)
- 1976: Entführung
- 1976: Ein Klotz am Bein
- 1977: Liebesbriefe auf blauem Papier
- 1977: Aus einem deutschen Leben
- 1978: Der Friede von Locarno
- 1982: Doktor Faustus
- 1983: Die Krimistunde (Fernsehserie, Folge 7, Episode: Mordsprovision)
- 1983: Der Eimer und die Mona Lisa
- 1984: Die Krimistunde (Fernsehserie, Folge 10, Episode: Die unbenannte Krankheit)
- 1984: Tod eines Schaustellers
- 1985: Die Krimistunde (Fernsehserie, Folge 19, Episode: Weibliche Hilfe)
- 1985: Der Vater eines Mörders (nach Der Vater eines Mörders)
- 1986: Kir Royal (Fernsehserie, Folge 1x04)
- 1986: Ein Heim für Tiere (Fernsehserie, Folge 2x03)
- 1986: Christian Rother – Bankier für Preußen
- 1986: Videopoly
- 1987: SOKO 5113 (Fernsehserie, Folgen 6x12–6x13)
- 1987–1992: Mit Leib und Seele (Fernsehserie, 10 Folgen)
- 1988: Tatort: Tödlicher Treff (Fernsehreihe)
- 1989: Das Spinnennetz
- 1989: Das Prachtexemplar
- 1990: Alles im Griff
- 1991: Keep on Running
- 1991: Ende der Unschuld
- 1992: Haus am See
- 1993: Der große Bellheim (Fernseh-Mehrteiler, 2.–4. Teil)
- 1994–1995: Lutz & Hardy (Fernsehserie, 17 Folgen)
- 1996: Schlosshotel Orth (Fernsehserie, Folge 1x01)
- 1997: Katrin ist die Beste (Fernsehserie, 11 Folgen)
- 1998: Der König von St. Pauli (Fernseh-Mehrteiler, 1.–6. Teil)
- 1998: Rosamunde Pilcher – Rückkehr ins Paradies (Fernsehreihe)
- 1998: Cold War
- 2000: Brennendes Schweigen
- 2002–2005: Samt und Seide (Fernsehserie, 56 Folgen)
- 2003: Leben wäre schön
- 2004: München 7 (Fernsehserie, Folge 1x08)
- 2006: Arme Millionäre (Fernsehserie, Folge 2x03)
- 2006: Der Elefant – Mord verjährt nie (Fernsehserie, Folge Der lange Weg zurück)

## Hörspiele (Auswahl)
Oberst a. D. Albrecht in drei der vier WDR-Krimi-Produktionen über Das Triumvirat von Gisbert Haefs:
- 1984: Das Triumvirat (Regie: Heinz Dieter Köhler)
- 1985: Das Triumvirat denkt (Regie: Heinz Dieter Köhler)
- 1996: Das Triumvirat spinnt (Regie: Klaus-Dieter Pittrich)

Weitere Produktionen:
- 1954: Der Revisor (nach Nikolai Wassiljewitsch Gogol, Regie: Ulrich Lauterbach)
- 1956: Prozeß Jesu (Regie: Ulrich Lauterbach)
- 1959: Ivar Kreuger (Regie: Ulrich Lauterbach)
- 1960: Simson Silverman (Regie: Ulrich Lauterbach)
- 1961: Korczak und die Kinder (Regie: Ulrich Lauterbach)
- 1962: Das Schlangennest (Regie: Walter Knaus)
- 1962: Die Dame in der schwarzen Robe (Regie: Fränze Roloff)
- 1962: Leben und Taten des scharfsinnigen Edlen Don Quijote von La Mancha (Regie: Ulrich Lauterbach)
- 1962: Die Reiherjäger (Regie: Friedhelm Ortmann)
- 1963: Reineke Fuchs (Regie: Wolfgang Liebeneiner)
- 1963: Leben Eduards II. von England (Regie: Winfried Zillig)
- 1963: Alarm (Regie: Wolfgang Spier)
- 1963: Kurzschluß (Regie: Ulrich Lauterbach)
- 1965: Die Buddenbrooks (Regie: Wolfgang Liebeneiner)
- 1965: Als Mr. Wallace nach Hause kam (Regie: Heio Müller)
- 1965: Krieg und Frieden (nach Lew Nikolajewitsch Tolstoi, Regie: Gert Westphal)
- 1966: Philoktet (nach Sophokles, Regie: Fritz Schröder-Jahn)
- 1966: Moritat von einem, der rausflog, das Leben zu lernen (Regie: Walter Ohm)
- 1967: Weiße Westen (Regie: Edward Rothe)
- 1968: Fünf rote Flecken (Regie: Volker Kühn)
- 1968: Besichtigung eines Ausweichziels (Regie: Hermann Wenninger)
- 1968: Geschenk mit Widerhaken (Regie: Walter Ohm)
- 1968: Dialog am Vorabend einer Gerichtsverhandlung (Regie: Walter Ohm)
- 1968: Dunkles Ereignis (Regie: Heinz Wilhelm Schwarz)
- 1968: Der schwarze Mann (Regie: Heinz Wilhelm Schwarz)
- 1968: Joel Brand (Regie: Walter Ohm)
- 1969: Regina B. – ein Tag aus ihrem Leben (Regie: Walter Ohm)
- 1969: Soldaten – Nekrolog auf Genf (Regie: Peter Schulze-Rohr)
- 1969: Mond hin und zurück (Regie: Heinz-Günter Stamm)
- 1970: Die Letzten (Regie: Oswald Döpke)
- 1970: Das Netz (Regie: Otto Kurth)
- 1970: Göttin Welt (Regie: Bohdan Denk)
- 1971: Die Zauberlehrlinge (Regie: Hellmuth Kirchammer)
- 1971: Ein besserer Herr (Regie: Heinz-Günter Stamm)
- 1971: Weißbuch (Regie: Walter Ohm)
- 1971: Weichgesichter (Regie: Manfred Marchfelder)
- 1971: Eine schöne Bescherung (Regie: Klaus Mehrländer)
- 1971: Ich bin ein Krimineller (Regie: Heinz-Günter Stamm)
- 1971: Ein Inspektor kommt (Regie: Walter Ohm)
- 1971: Die Nacht vor Weihnachten (Regie: Walter Ohm)
- 1972: Nora oder ein Puppenheim (nach Henrik Ibsen, Regie: Heinz-Günter Stamm)
- 1973: Tour de Force (Regie: Dieter Carls)
- 1973: Mylord, der Blechnapf sind serviert (Regie: Otto Düben)
- 1973: Ein Trompeter kommt (Regie: Otto Düben)
- 1973: Armer Mörder (Regie: Heinz-Günter Stamm)
- 1973: Der Gasmann (Regie: Heinz-Günter Stamm)
- 1973: Die Reise zum Futa-Pass (Regie: Otto Düben)
- 1973: Melusine (Regie: Hermann Wenninger)
- 1973: Die Sardinendose (Regie: Hans Gerd Krogmann)
- 1973: Der Prozeß Crispin (Regie: Günther Sauer)
- 1973: Das Schloß (Regie: Otto Düben)
- 1974: Kidnapping (Regie: Heinz-Günter Stamm)
- 1974: Wie Kaiser Wilhelm mit Kara Ben Nemsi auszog, das Fürchten zu lernen (Regie: Heinz Wilhelm Schwarz)
- 1974: Lebendig gestalteter Unterricht mit Toten (Regie: Peter Michel Ladiges)
- 1974: Tod eines Endverbrauchers oder Wie finde ich denn das? (Regie: Hein Bruehl)
- 1974: Ich bin anständig, weil ihr sagt, daß ich anständig bin (Regie: Otto Düben)
- 1974: Lesefrüchte (Regie: Heinz-Günter Stamm)
- 1974: Petra (Regie: Heinz Dieter Köhler)
- 1974: Fein gegen Fein (nach Theo Lingen, Regie: Heinz-Günter Stamm)
- 1975: Vor allem Queenie, aber auch Sam, Fred Bates und andere (Regie: Otto Düben)
- 1975: Arthur Crook auf Umwegen (Night Encounter, Regie: Edward Rothe)
- 1975: Nachrichtensperre (Regie: Hans Gerd Krogmann)
- 1975: In 5000 Jahren (Mehrteiler, Regie: Werner Klein)
- 1975: Die Propan-Bakterien (Regie: Dieter Carls)
- 1975: Die Reparatur (Regie: Hans Gerd Krogmann)
- 1975: Brand im Souterrain (Regie: Walter Ohm)
- 1975: Das Wunder von Jabneel (Regie: Heinz Wilhelm Schwarz)
- 1975: Herbstmanöver (Regie: Günther Sauer)
- 1975: Centropolis (Autor und Regie: Walter Adler)
- 1976: Sonntagsfahrt (Regie: Heinz Dieter Köhler)
- 1976: Pedro Paramo (Regie: Otto Düben)
- 1977: Neuhauser Sommernachtstraum (Regie: Ulrich Lauterbach)
- 1978: Die neue Gesellschaft (Regie: Otto Düben)
- 1978: Frühstücksgespräche in Miami (Regie: Walter Adler)
- 1978: Programmvorschau (Regie: Günther Sauer)
- 1978: Die Reklamation (Regie: Otto Düben)
- 1979: Psychogramm eines Misserfolges (Regie: Günther Sauer)
- 1979: Der Trauschein (nach Ephraim Kishon, Regie: Otto Düben)
- 1980: Der Mann aus Granada (Regie: Otto Düben)
- 1981: Ein seltsames Testament (Regie: Otto Düben)
- 1981: Der Vorspann eines Filmes (Regie: Ulf Becker)
- 1981: Erstmal abwarten (Regie: Heinz Dieter Köhler)
- 1982: Vermißtt – Horst Schradiek, 65 … (Regie: Annette Kurth)
- 1982: Per Anhalter ins All (Regie: Ernst Wendt)
- 1982: Pech mit Porzellan (Regie: Otto Düben)
- 1983: Tulpen aus Amsterdam (Regie: Klaus Mehrländer)
- 1983: Mord ist ein Kinderspiel (Regie: Oswald Döpke)
- 1983: Der Condor oder Das Weib erträgt den Himmel nicht (nach Adalbert Stifter, Regie: Otto Düben)
- 1984: Falsch Zeugnis (Regie: Klaus-Diter Pittrich)
- 1984: Epilog 1943 (Regie: Heinz Dieter Köhler)
- 1984: Rebeccas Töchter (nach Dylan Thomas, Regie: Otto Düben)
- 1985: Das griechische Feuer (Regie: Friedhelm Ortmann)
- 1985: Die Schauspieler (Regie: Heinz Dieter Köhler)
- 1985: Filumena Marturano (Regie: Lilian Westphal)
- 1985: Doktor Faustus – Elektrisiert (Regie: Friedhelm Ortmann)
- 1985: Der Teich (Regie: Klaus Mehrländer)
- 1985: Das Selbstschutzpaket (Regie: Oswald Döpke)
- 1985: Die letzten Mohikaner (Regie: Oswald Döpke)
- 1986: Maria und Metodius (Regie: Heinz Dieter Köhler)
- 1986: Fisch zu viert (Regie: Horst Sachtleben)
- 1987: Der Fischer und der Dämon (Regie: Werner Simon)
- 1988: Der Rote Kardinal (Regie: Otto Düben)
- 1988: Die vier Beine des Tisches (Regie: Friedhelm Ortmann)
- 1988: Geschichte des Abfalls der vereinigten Niederlande von der spanischen Regierung (Fünfteiler, nach Friedrich Schiller, Regie: Friedhelm Ortmann)
- 1989: Entziehungskur für einen Ohrwurm (Regie: Heinz Dieter Köhler)
- 1989: Heiraten ist immer ein Risiko (Regie: Lilian Westphal)
- 1989: Eine Hornisse im Ohr (Regie: Heinz Dieter Köhler)
- 1989: Der Dunst über der Stadt (Regie: Klaus Mehrländer)
- 1989: Sanierung (nach Václav Havel, Regie: Heinz Dieter Köhler)
- 1989: Ballons
- 1989: Der Gimpel (Regie: Heinz Wilhelm Schwarz)
- 1990: Jakobe (Regie: Heinz Dieter Köhler)
- 1990: Sonnabend im heißen Zirkus (Regie: Heinz Hostnig)
- 1990: Zum Tee bei Dr. Borsig (Regie: Ulrich Gerhardt)
- 1990: Der unkluge Gutsherr und der undumme Kutscher (Regie: Werner Simon)
- 1990: Der Stern der Ungeborenen (nach Franz Werfel, Regie: Heinz Dieter Köhler)
- 1995: Der Anbieter (Lesung mit Dieter Hildebrandt)
- 1998: Auf den Abendengel warten (Regie: Otto Düben)
- 1999: Die Herren, die Knechte und das Geld: Let’s make Money (Regie: Klaus-Dieter Pittrich)

Datum unbekannt:
- Der kleine Waschlappen. Ein Hörspiel über Angsthaben, Angstmachen und Angstaushalten (Regie: Barbara Feldmann und Michael Kloss, CD-Ausgabe: Dickworz-Bladde-Verlag, Mörfelden-Walldorf 2003)
- Hausmädchen sucht Dauerstellung (Prod: 1960er HR, Regie: Heio Müller)
- Die Spielhölle (Prod.: 1960er HR, Regie: Heio Müller)

## Synchronisation (Auswahl)
Als Synchronsprecher lieh er unter anderem Richard Attenborough (Schande des Regiments), Michel Bouquet (Endstation Schafott), Charles Durning (Das Ultimatum), Bob Hoskins (Nahaufnahme), Zero Mostel (Der Strohmann), Michel Piccoli (Ich geh’ nach Hause) und Michel Simon (Hafen im Nebel) seine Stimme.

### Filme
- 1973: Vittorio Caprioli als Karpof / Charron in Le Magnifique – ich bin der Größte
- 1977: Claude Rains als Senator Paine in Mr. Smith geht nach Washington
- 1984: Vittorio Caprioli als Harry Cardone in Cinderella ’80
- 2000: Michel Piccoli als Louis in Alles bestens (wir verschwinden)
- 2001: David Ogden Stiers als Fenton Harcourt in Atlantis – Das Geheimnis der verlorenen Stadt
- 2001: Michel Piccoli als Gilbert Valence in Ich geh’ nach Hause
- 2001: Timothy West als Richter in 102 Dalmatiner

### Serien
- 1968: Woodrow Parfrey als Garmin Thayer in Gauner gegen Gauner
- 1971: Tim Brooke-Taylor als Erzähler in Die Grashüpfer-Insel
- 1978: John Rhys-Davies als Macro in Ich, Claudius – Kaiser und Gott
- 1986: Daniele Vargas als Capo in Simon Templar – Ein Gentleman mit Heiligenschein
- 1993: Patrick Godfrey als Lord Estair in Agatha Christie’s Poirot

## Hörbücher
- Alfred Andersch: Der Vater eines Mörders und andere Geschichten. Gelesen von Alfred Andersch, Werner Kreindl, Hans Korte, Peter Lieck u. a. (= HörEdition der Weltliteratur), Grosser & Stein, Hamburg / MOcean-OTon-Verlag, Pforzheim 2007, ISBN 978-3-86735-211-6.
- Alfred Andersch: Sansibar oder der letzte Grund. Gelesen von Hans Korte, Diogenes Hörbuch, Zürich 2007, ISBN 978-3-257-80021-0
- Bernhard Schlink: Der Vorleser. Gelesen von Hans Korte, Diogenes Hörbuch, Zürich, ISBN 3-257-80004-5
- Bernhard Schlink: Die Heimkehr. Gelesen von Hans Korte, Diogenes Hörbuch, Zürich, ISBN 3-257-80016-9
- Bernhard Schlink: Das Wochenende. Gelesen von Hans Korte, Diogenes Hörbuch, Zürich, ISBN 3-257-80199-8
- Bernhard Schlink: Selbs Justiz. Diogenes-Verlag Zürich, 2011, 7 CDs 488 Min., ISBN 978-3-257-80307-5
- Friedrich Dürrenmatt: Der Verdacht. Gelesen von Hans Korte, Diogenes Hörbuch, Zürich, ISBN 978-3-257-80212-2.
- Friedrich Dürrenmatt: Das Versprechen. Gelesen von Hans Korte, Diogenes Hörbuch, Zürich, ISBN 3-257-80027-4
- Friedrich Dürrenmatt: Der Richter und sein Henker. Gelesen von Hans Korte, Diogenes Hörbuch, Zürich, ISBN 978-3-257-80248-1
- Patrick Süskind: Das Parfum. Gelesen von Hans Korte, Diogenes Hörbuch, Zürich, ISBN 3-257-80037-1
- Patrick Süskind: Die Geschichte von Herrn Sommer. Gelesen von Hans Korte, Diogenes Hörbuch, Zürich, ISBN 3-257-80017-7
- Françoise Dorner: Die letzte Liebe des Monsieur Armand. Gelesen von Hans Korte, Diogenes Hörbuch, Zürich, ISBN 978-3-257-80182-8
- Joseph Roth: Hotel Savoy. Gelesen von Hans Korte, Diogenes Hörbuch, Zürich, ISBN 978-3-257-80196-5.
- Antonio Tabucchi: Erklärt Pereira. Gelesen von Hans Korte, Der Hörverlag, ISBN 978-3-86717-102-1
- George Orwell: Farm der Tiere. Gelesen von Hans Korte, Diogenes Hörbuch, Zürich, ISBN 978-3-257-80214-6
- Antonio Skármeta: Mit brennender Geduld. Gelesen von Hans Korte, Regie: Klaus Zippel. MDR 2001; Hörbuch Hamburg 2009, ISBN 978-3-86952-014-8
- Alexander Solschenizyn: Ein Tag im Leben des Iwan Denissowitsch. Gelesen von Hans Korte, LangenMüller Herbig (Verlag) 2008, ISBN 978-3-7844-4023-1

## Auszeichnungen
- 1988 Deutscher Darstellerpreis des Bundesverbandes der Fernseh- und Filmregisseure für die Rolle des Oberstudiendirektors Himmler in der Verfilmung Der Vater eines Mörders (Fernsehspiel, ZDF) nach Alfred Andersch[5]
- 1994 Adolf-Grimme-Preis mit Gold für Der große Bellheim (zusammen mit Dieter Wedel, Heinz Schubert, Will Quadflieg und Mario Adorf)
- 2001 Ehrenmitglied des Münchner Marionettentheaters